# 假日到山裏來看你
《假日到山裏來看你》（英文：Holidays in the Mountains），是部描述羅淑芬與部落假日教室之學生志工的真實人生電視劇。該劇2025年7月1日在大愛電視台於20:00首播。

## 演員
演員包含張本渝、徐詣帆、陳妤、張家慧、林孫煜豪、宸頤、徐愷伶、李夢苡樺、林亭莉、林巧媛、陳沛冪、林慶台、高蕾雅、黃瀞怡、李宣榕。

## 外部連結
- 假日到山裏來看你 官方網站
- 大愛劇場的Facebook專頁
- 大愛劇場搶先看的Facebook專頁